# AVIC Divine Eagle
Il Divine Eagle è un UAV di tipo HALE (High-Altitude Long Endurance) sviluppato in Cina per missioni di ricognizione, attacco al suolo e anti-nave. Attualmente sarebbe allo stato di prototipo e, in base a delle foto trapelate su internet, si ritiene che abbia fatto il suo primo volo nel febbraio 2015.

## Caratteristiche
Il Divine Eagle è un drone di grandi dimensioni, al livello del Global Hawk, e insieme al Soar Dragon è un modello HALE per soddisfare i requisiti cinesi. Per progettarlo è stato scelto un approccio non convenzionale, con configurazione a doppia fusoliera, unite da un'ala anteriore ed una più lunga ala posteriore. L'ala anteriore non va oltre le fusoliere, ma si limita in mezzo alle due e funge da alette canard, mentre le ali principali sono poste a poppa, fungendo anche da stabilizzatori. A terminare la sezione di coda ci sono due derive e, a metà, un motore turbogetto posto sull'ala. Per il rullaggio dispone di un carrello a triciclo. L'esclusivo percorso progettuale ha lo scopo di ridurre il peso, mantenendo le prestazioni ad alta quota richieste.

### Dotazione
La configurazione a doppia fusoliera consente al drone anche di massimizzare il numero di strumenti. Infatti il velivolo può disporre di ben 7 radar, che includono un X / UHF AMTI AESA (Active Electronically Scanned Array) sulla parte anteriore con un campo di 160°, due X / UHF AMTI / SAR / GMTI AESA sulle fusoliere con un campo di 120°, due X / UHF AMTI AESA sulla parte posteriore coprendo 152° e due ulteriori radar alle estremità dei bracci, comprendo nel complesso l'intero campo di 360°. I radar AMTI (Airborne Moving Target Indicator) e GMTI (Ground Moving Target Indicator) vengono usati per tracciare rispettivamente bersagli aerei e di superficie, mentre i SAR servono per bersagli precisi di superficie, come edifici o navi. Questi radar in banda X/UHF includono il JY-26, soprannominato "Killer F-22", e suscitano preoccupazioni agli Stati Uniti perché in grado di individuare gli aerei stealth americani, come il Raptor, l'F-35 o il B-2 Spirit. Il Divine Eagle suscita preoccupazioni anche per la presunta possibilità di portare missili anti-nave, o di trovare obiettivi per il famigerato missile balistico anti-nave DF-21D cinese.